# Montagna Sheik Barakat
La Montagna Sheik Barakat - ossia "Montagna del vecchio delle benedizioni" - è un'altura situata nel nord della Siria, nei pressi di Antiochia, a pochi chilometri dalla costa del Mar Mediterraneo dove visse, per 37 anni, Simeone Stilita il Vecchio.